# Мосина, Мария Ивановна
Мари́я Ива́новна Мо́сина (в девичестве Павловичева; 10 сентября 1931, пос. Дубровский, Болховский район, Орловский округ, Центрально-Чернозёмная область, СССР — 25 сентября 2024) — доярка колхоза имени Горького Болховского района Орловской области, Герой Социалистического Труда (1966).

## Биография
Родилась 10 сентября 1931 года в посёлке Дубровский, Болховский район, Орловский округ, Центрально-Чернозёмная область (ныне Багриновское сельское поселение, Болховский район, Орловская область).
Работать начала 1 января 1945 года в колхозе имени Горького Болховского района — сначала в поле, затем дояркой на Дубровской молочно-товарной ферме (МТФ), где проработала 18 лет, затем после замужества на год вернулась в полеводство, а потом вновь перешла работать дояркой — уже на Багриновскую МТФ. Участница Выставки достижений народного хозяйства (ВДНХ) СССР, награждена Малой серебряной медалью. В 1963 году вступила в КПСС.
Указом Президиума Верховного Совета СССР от 22 марта 1966 года «за достигнутые успехи в развитии животноводства, увеличение производства и заготовок молока и другой продукции» Павловичева (фамилия в девичестве) Мария Ивановна удостоена звания Героя Социалистического Труда с вручением ордена Ленина и Золотой медали «Серп и Молот».
Делегат XXIII съезда КПСС (1966). Избиралась депутатом Орловского областного (с 1963 года) и Болховского районного (1955—1963) Советов депутатов.
В 1986 году вышла на заслуженный отдых, с 1988 года — персональный пенсионер союзного значения. Решением Болховского районного Совета народных депутатов № 259-рс от 18.06.2013 года удостоена звания «Почётный гражданин Болховского района».
Награждена орденом Ленина (22.03.1966), медалями.
Умерла 25 сентября 2024 года в возрасте 93 лет.